# Glaphyra cobaltina
Glaphyra cobaltina là một loài bọ cánh cứng trong họ Cerambycidae.